# Gordon Pask
Andrew Gordon Speedie Pask (* 28. Juni 1928 in Derby; † 29. März 1996 in London) war ein britischer Kybernetiker und Psychologe. Von 1976 bis 1979 war er Vorsitzender der britischen Gesellschaft für Kybernetik.

## Leben
Pask studierte nach der Schule Geologie am Technical College von North Wales in Bangor, anschließend Bergbautechnik in Liverpool sowie Medizin. Seinen Hochschulabschluss machte er 1952 in den Naturwissenschaften. 1953 war er Mitgründer einer Firma, in der Computer für verschiedene Anwendungen entworfen und gebaut wurden. Im Jahr 1961 veröffentlichte er sein erstes wichtiges Buch An Approach to Cybernetics, das seinerzeit eine hervorragende Einführung in das Gebiet der Kybernetik war.
1964 wurde er an der University of London mit der Schrift An Investigation of Learning Under Normal and Adaptively Controlled Conditions promoviert. 1969 wurde er zum Professor für Kybernetik an der Brunel University ernannt, wo er bis zu seinem Tod tätig war. Daneben hatte in mehreren Ländern Gastprofessuren: USA, Kanada, Mexiko, Niederlande.
Pask erhielt zahlreiche Auszeichnungen für seine herausragenden Beiträge zur Lerntheorie und Kybernetik.
Er war Mitglied zahlreicher wissenschaftlicher Gesellschaften, unter anderen der Royal Statistical Society und der New York Academy of Sciences.